# Moskiewskie Przedmieście (Ryga)
Moskiewskie Przedmieście (łot. Maskavas forštate, Maskavas priekšpilsēta, Maskačka; ros. Московский форштадт, Moskowskij forsztat; Маскачка, Maskaczka; hist. niem. Moskauer Vorstadt) – dzielnica Rygi położona przy trasie prowadzącej do Moskwy, część Łatgalskiego przedmieścia.

## Historia
Do 1940 roku dzielnica zamieszkana była w większości przez Rosjan, Żydów, Polaków i Białorusinów. Znajdował się tu m.in. Stary Cmentarz Żydowski wraz z synagogą. W 1941 roku na terenie dzielnicy władze niemieckie utworzyły getto ryskie.

## Zabytki
Wybrane zabytki:
- kościół Jezusa w Rydze
- Centrāltirgus
- kościół św. Franciszka
- cerkiew Zwiastowania
- Wieżowiec Akademii Nauk Łotwy

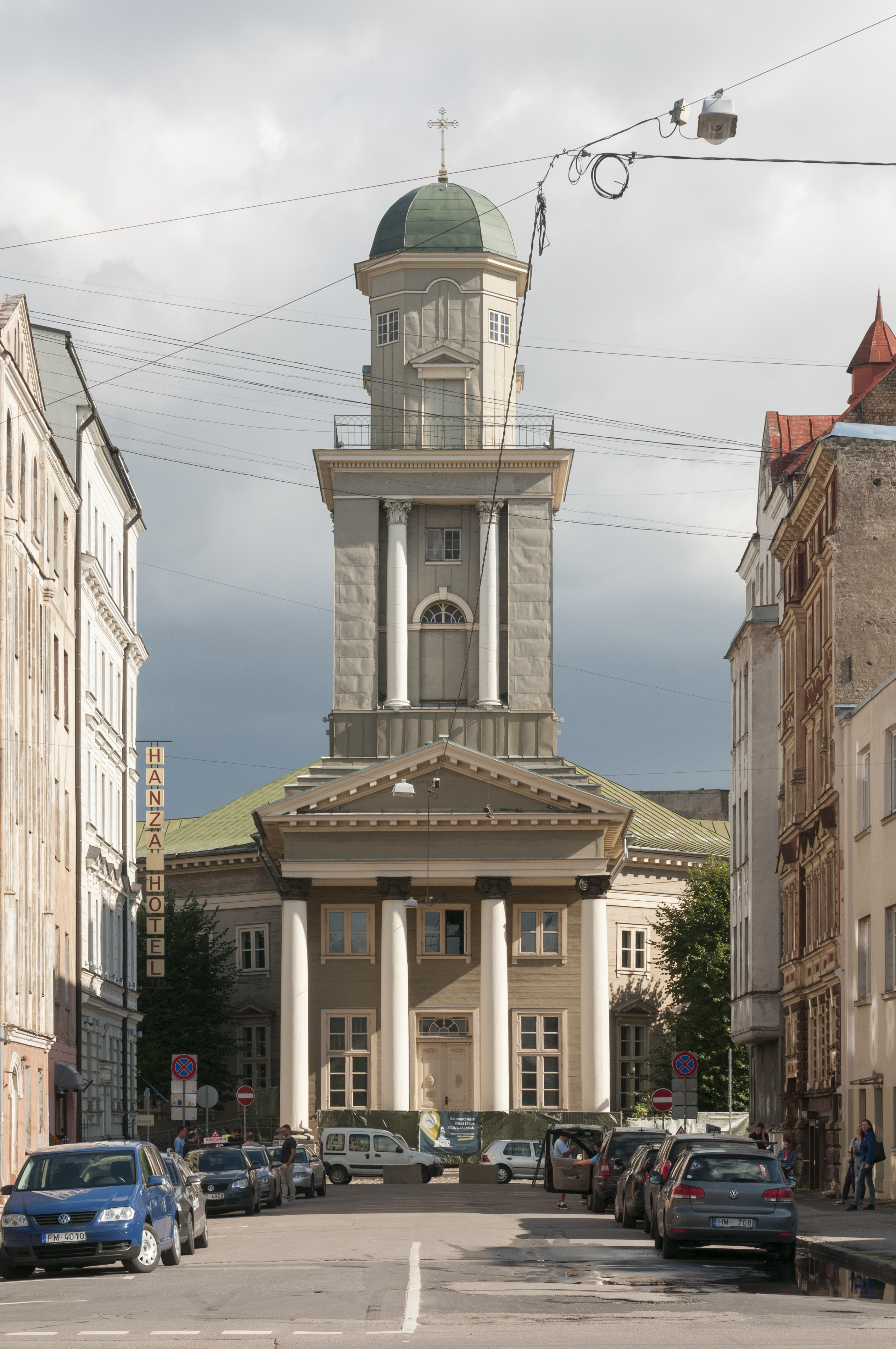
Kościół Jezusa
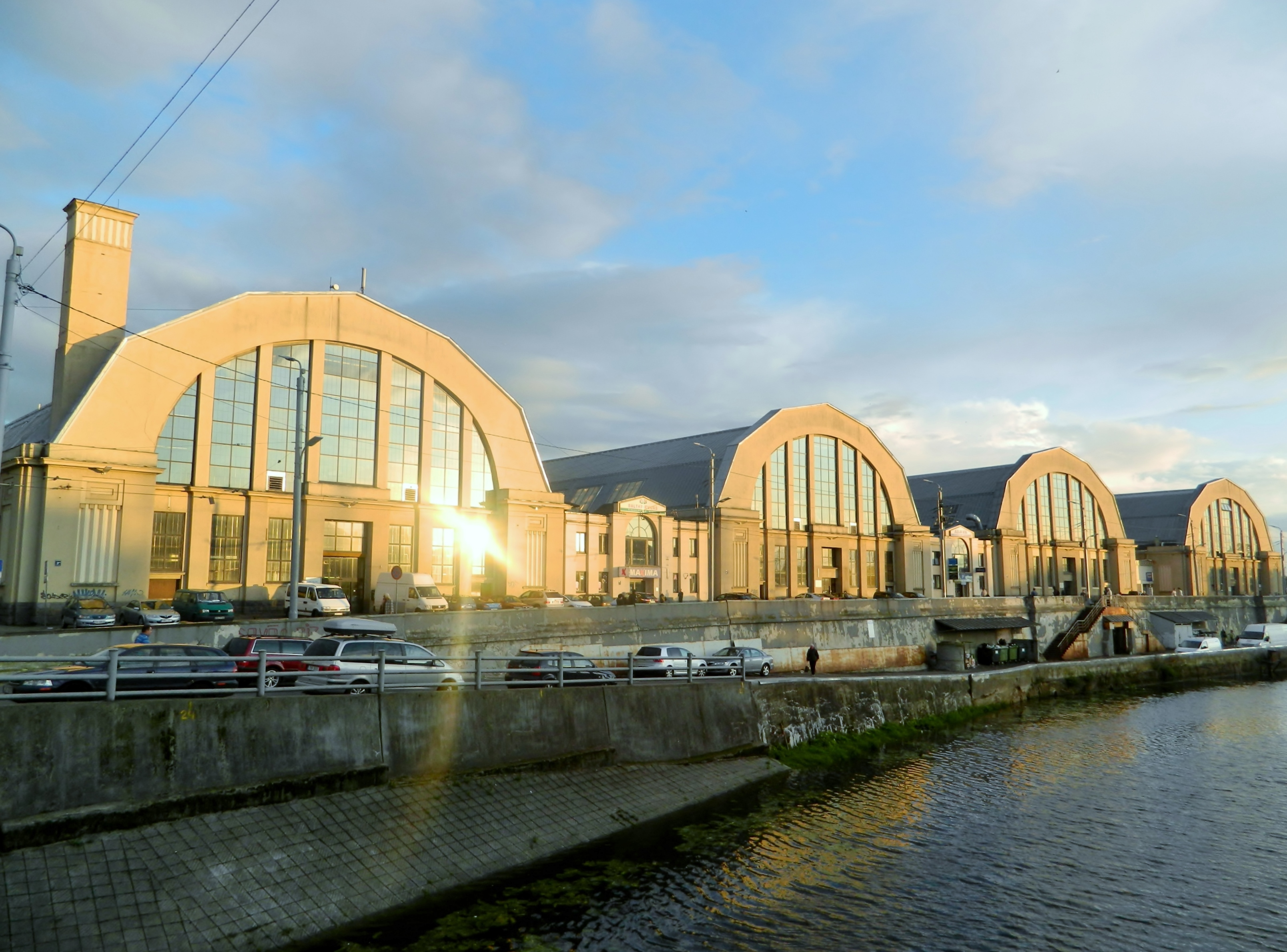
Centrāltirgus
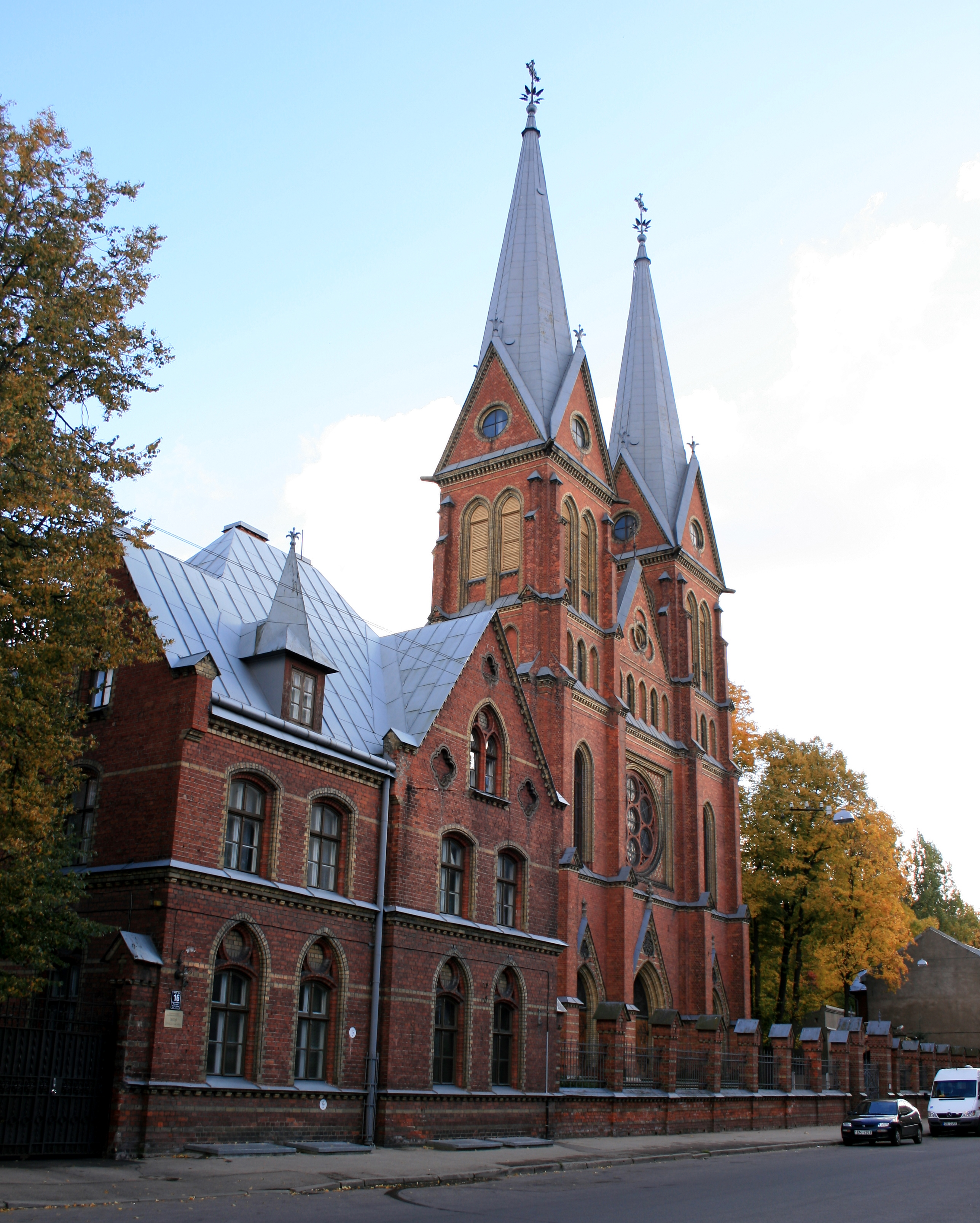
Kościół św. Franciszka
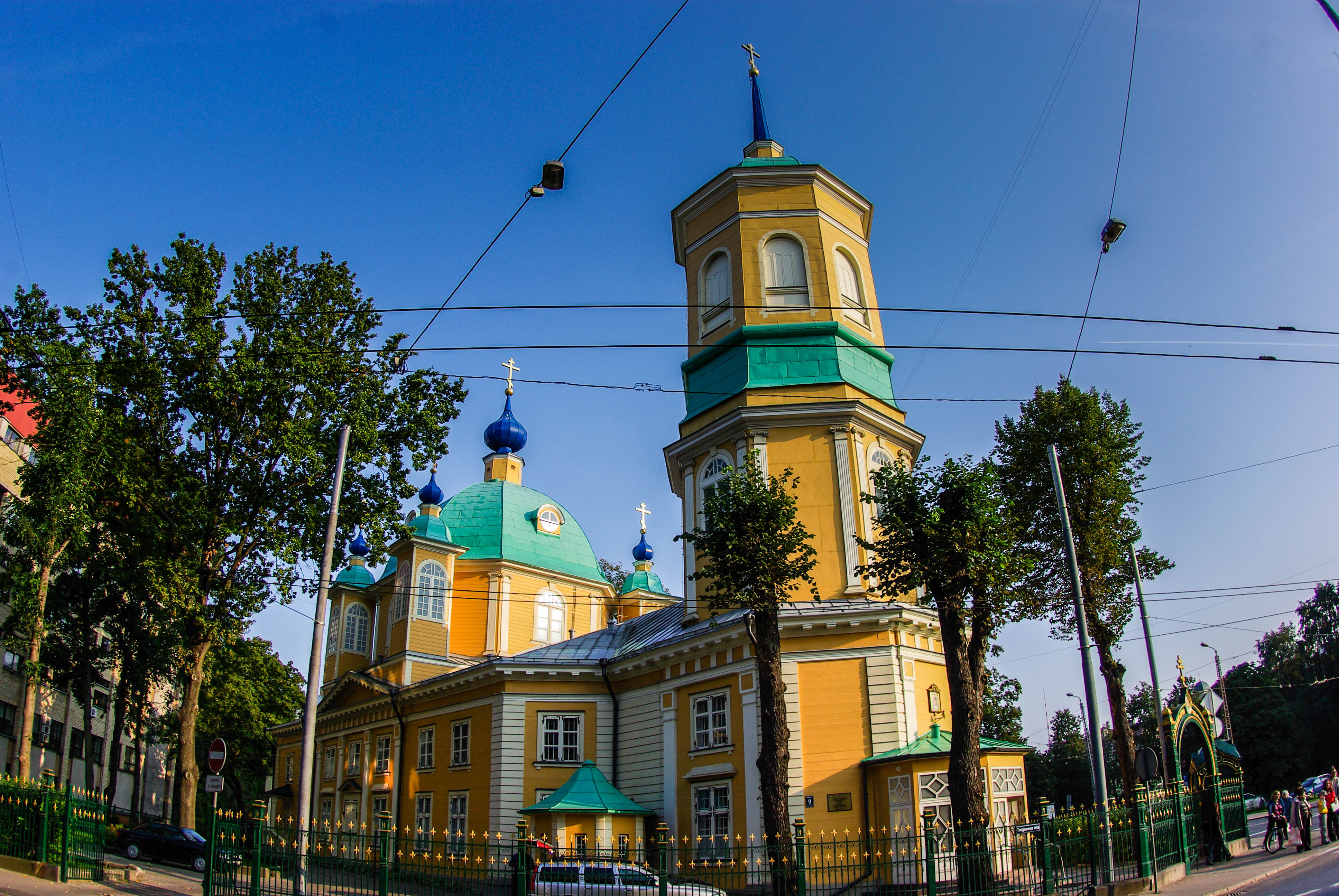
Cerkiew Zwiastowania